# Pořadí dílů seriálu Simpsonovi při české premiéře
Toto je seznam dílů seriálu Simpsonovi v pořadí, v jakém jeho prvních dvanáct řad uvedla Česká televize při české premiéře. Americký animovaný seriál Simpsonovi (v originále The Simpsons) nebyl při svém prvním uvedení odvysílán v původním pořadí, nejen že bylo promícháno pořadí dílů v jedné řadě, ale několik dílů bylo dokonce přesunuto do jiné řady. Seznam platí pouze pro premiérové uvedení, při reprízách už bylo zvoleno jiné pořadí a kolem roku 2010 už začalo být dodržováno pořadí americké s díly na příslušném místě v příslušné řadě. V přehledu jsou české premiérové vysílací řady označeny římskou číslicí (i když u několika prvních řad nebylo toto číslo v programech uváděno). Od XIII. řady výše bylo nadlouho dodrženo pořadí jako při americké premiéře, až v XXIII. řadě došlo opět k odchylce.
Simpsonovi jsou epizodický seriál, kde změna pořadí dílů většinou nehraje roli, ale k několika zvláštnostem v českém pořadí došlo:
- Jako první díl byl odvysílán „Hezkej večer“, což je produkčně první díl, ale v americkém vysílání byl zařazen až jako závěrečný 13. díl první řady.
- Díl „Slavnostní epizoda“ (který si utahuje z oslavování nezajímavých milníků televizních seriálů) byl v USA odvysílán skutečně jako 138. v pořadí, při české premiéře až na 145. místě.
- Nejvýraznější zásah doznala šestá řada, jejíž první díl byl zařazen doprostřed české V. řady a poslední díl až téměř na konec řady VII.
- Speciální čarodějnické díly vysílané původně při Halloweenu se objevují jednou za řadu po přibližně 20 až 25 epizodách. Při českém uvedení byly od sebe díly „Speciální čarodějnický díl“ ze sedmé řady a „Speciální čarodějnický díl“ z osmě řady vzdálené jen tři díly.

## I. řada (1993)
- dílů: 13 (správný počet)
- obsahuje všech 13 dílů 1. řady
- řazení: podle produkce
- premiéra: 8. ledna 1993 – 2. dubna 1993

| Původní č. | Český název                                  | Datum české premiéry | Produkční kód | Chybné řazení |
| ---------- | -------------------------------------------- | -------------------- | ------------- | ------------- |
| 1×13       | Hezkej večer                                 | 8. ledna 1993        | 7G01          |               |
| 1×02       | Malý génius                                  | 15. ledna 1993       | 7G02          |               |
| 1×03       | Homerova odysea                              | 22. ledna 1993       | 7G03          |               |
| 1×04       | Taková nenormální rodinka                    | 29. ledna 1993       | 7G04          |               |
| 1×05       | Bart generálem aneb Kdopak by se Nelsona bál | 5. února 1993        | 7G05          |               |
| 1×06       | Smutná Líza                                  | 12. února 1993       | 7G06          |               |
| 1×08       | Mluvící hlava                                | 19. února 1993       | 7G07          |               |
| 1×01       | Vánoce u Simpsonových                        | 26. února 1993       | 7G08          |               |
| 1×07       | Volání přírody                               | 5. března 1993       | 7G09          |               |
| 1×10       | Světák Homer                                 | 12. března 1993      | 7G10          |               |
| 1×09       | Ve víru vášně                                | 19. března 1993      | 7G11          |               |
| 1×12       | Je Šáša vinen?                               | 26. března 1993      | 7G12          |               |
| 1×11       | Kyselé hrozny sladké Francie                 | 2. dubna 1993        | 7G13          |               |

## II. řada (1993)
- dílů: 22 (správný počet)
- obsahuje všech 22 dílů 2. řady
- řazení: podle produkce
- premiéra: 9. dubna 1993 – 29. října 1993

| Původní č. | Český název                                   | Datum české premiéry | Produkční kód | Chybné řazení |
| ---------- | --------------------------------------------- | -------------------- | ------------- | ------------- |
| 2×04       | Kdo s koho                                    | 9. dubna 1993        | 7F01          |               |
| 2×02       | Homerova dobrá víla                           | 16. dubna 1993       | 7F02          |               |
| 2×01       | Bart propadá                                  | 23. dubna 1993       | 7F03          |               |
| 2×03       | Zvlášť strašidelní Simpsonovi                 | 30. dubna 1993       | 7F04          |               |
| 2×05       | Homer maskotem                                | 7. května 1993       | 7F05          |               |
| 2×08       | Ďábelský Bart                                 | 14. května 1993      | 7F06          |               |
| 2×07       | Bart kazisvět                                 | 21. května 1993      | 7F07          |               |
| 2×06       | Golfová společnost                            | 28. května 1993      | 7F08          |               |
| 2×09       | Za všechno může televize                      | 4. června 1993       | 7F09          |               |
| 2×10       | Bartova srážka s autem                        | 11. června 1993      | 7F10          |               |
| 2×11       | Není ryba jako ryba                           | 18. června 1993      | 7F11          |               |
| 2×12       | Takoví jsme byli                              | 25. června 1993      | 7F12          |               |
| 2×13       | Homer a desatero aneb Každý krade, jak dovede | 2. července 1993     | 7F13          |               |
| 2×16       | Spasitel trapitel                             | 3. září 1993         | 7F14          |               |
| 2×14       | Láska klíčí i v ředitelně                     | 10. září 1993        | 7F15          |               |
| 2×15       | Ach, rodný bratře, kde tě mám?                | 17. září 1993        | 7F16          |               |
| 2×17       | Dědovo dědictví                               | 24. září 1993        | 7F17          |               |
| 2×18       | Síla talentu                                  | 1. října 1993        | 7F18          |               |
| 2×19       | Lízin let do nebe                             | 8. října 1993        | 7F19          |               |
| 2×20       | Válka Simpsonových                            | 15. října 1993       | 7F20          |               |
| 2×21       | Drobné kiksy nad komiksy                      | 22. října 1993       | 7F21          |               |
| 2×22       | Krevní msta                                   | 29. října 1993       | 7F22          |               |

## III. řada (1993–1994)
- dílů: 26 (2 přebývají)
- obsahuje všech 24 dílů 3. řady a 2 díly 4. řady
- řazení: náhodné
- premiéra: 5. listopadu 1993 – 29. dubna 1994

| Původní č. | Český název                       | Datum české premiéry | Produkční kód | Chybné řazení             |
| ---------- | --------------------------------- | -------------------- | ------------- | ------------------------- |
| 3×03       | Zkáza domu Flandersů              | 5. listopadu 1993    | 7F23          |                           |
| 3×02       | Líza na stopě zlořádu             | 12. listopadu 1993   | 8F01          |                           |
| 3×07       | Zvláštní čarodějnický díl         | 19. listopadu 1993   | 8F02          |                           |
| 3×04       | Bart vrahem                       | 26. listopadu 1993   | 8F03          |                           |
| 3×05       | Homerova definice                 | 3. prosince 1993     | 8F04          |                           |
| 3×08       | Cena lásky                        | 10. prosince 1993    | 8F06          |                           |
| 3×13       | Rádio Bart                        | 17. prosince 1993    | 8F11          |                           |
| 3×01       | Šílený Homer                      | 24. prosince 1993    | 7F24          |                           |
| 3×12       | Jak jsem si bral Marge            | 31. prosince 1993    | 8F10          |                           |
| 3×09       | Hromská sobota                    | 7. ledna 1994        | 8F07          |                           |
| 3×11       | Jak Burns prodával elektrárnu     | 14. ledna 1994       | 8F09          |                           |
| 3×14       | Líza sázkařem                     | 21. ledna 1994       | 8F12          |                           |
| 3×17       | Homer na pálce                    | 28. ledna 1994       | 8F13          |                           |
| 3×15       | Homer sám doma                    | 4. února 1994        | 8F14          |                           |
| 3×18       | Lízina vzpoura                    | 11. února 1994       | 8F15          |                           |
| 3×06       | Jaký otec, takový klaun           | 18. února 1994       | 8F05          |                           |
| 3×23       | Milhouseův románek                | 25. února 1994       | 8F22          |                           |
| 3×24       | Brácho, můžeš postrádat dva tácy? | 4. března 1994       | 8F23          |                           |
| 3×16       | Bart milencem                     | 11. března 1994      | 8F16          |                           |
| 3×10       | U ohnivého Vočka                  | 18. března 1994      | 8F08          |                           |
| 3×19       | Spasitel zabijákem                | 25. března 1994      | 8F17          |                           |
| 4×02       | Tramvaj do stanice Marge          | 1. dubna 1994        | 8F18          | patří do následující řady |
| 3×20       | Ctěný pan Homer                   | 8. dubna 1994        | 8F19          |                           |
| 3×21       | Černý vdovec                      | 15. dubna 1994       | 8F20          |                           |
| 3×22       | Otto v akci                       | 22. dubna 1994       | 8F21          |                           |
| 4×01       | Vzhůru na prázdniny               | 29. dubna 1994       | 8F24          | patří do následující řady |

## IV. řada (1994–1995)
- dílů: 22 (správný počet)
- obsahuje 20 dílů 4. řady (2 chybí) a 2 díly 5. řady
- řazení: náhodné
- premiéra: 2. září 1994 – 27. ledna 1995

| Původní č. | Český název                                   | Datum české premiéry | Produkční kód | Chybné řazení             |
| ---------- | --------------------------------------------- | -------------------- | ------------- | ------------------------- |
| 4×08       | Nová holka v ulici                            | 2. září 1994         | 9F06          |                           |
| 4×03       | Homer kacířem                                 | 9. září 1994         | 9F01          |                           |
| 4×04       | Líza královnou krásy                          | 16. září 1994        | 9F02          |                           |
| 4×06       | Bartův trest                                  | 23. září 1994        | 9F03          |                           |
| 4×07       | Marge jde do zaměstnání                       | 30. září 1994        | 9F05          |                           |
| 4×10       | Lízino první slovo                            | 7. října 1994        | 9F08          |                           |
| 4×11       | Homerova koronární operace                    | 14. října 1994       | 9F09          |                           |
| 4×12       | Marge versus jednokolejka                     | 21. října 1994       | 9F10          |                           |
| 4×13       | Selmina volba                                 | 28. října 1994       | 9F11          |                           |
| 4×05       | Speciální čarodějnický díl                    | 4. listopadu 1994    | 9F04          |                           |
| 4×14       | Velký bratr                                   | 11. listopadu 1994   | 9F12          |                           |
| 4×09       | Pan Pluhař                                    | 18. listopadu 1994   | 9F07          |                           |
| 4×20       | Hadobijecký den                               | 25. listopadu 1994   | 9F18          |                           |
| 4×17       | Homer – spása Springfieldu                    | 2. prosince 1994     | 9F15          |                           |
| 4×19       | Nastrčená osoba                               | 9. prosince 1994     | 9F16          |                           |
| 4×18       | Tak takhle to dopadlo                         | 16. prosince 1994    | 9F17          |                           |
| 5×01       | Homerovo pěvecké kvarteto                     | 23. prosince 1994    | 9F21          | patří do následující řady |
| 4×16       | Homer na suchu                                | 30. prosince 1994    | 9F14          |                           |
| 4×22       | Šáša Krusty je zrušen – Šáša Krusty má padáka | 6. ledna 1995        | 9F19          |                           |
| 4×21       | Marge za mřížemi                              | 13. ledna 1995       | 9F20          |                           |
| 5×02       | Mys hrůzy                                     | 20. ledna 1995       | 9F22          | patří do následující řady |
| 4×15       | Svatého Valentýna                             | 27. ledna 1995       | 9F13          |                           |

## V. řada (1995–1996)
- dílů: 22 (správný počet)
- obsahuje 20 dílů 5. řady (2 chybí) a 2 díly 6. řady
- řazení: skoro podle produkce
- premiéra: 21. dubna 1995 – 21. ledna 1996

| Původní č. | Český název | Datum české premiéry | Produkční kód | Chybné řazení             |
| ---------- | --- | -------------------- | ------------- | ------------------------- |
| 5×04       | Medvídek | 21. dubna 1995       | 1F01          |                           |
| 5×03       | Homer jde studovat                                                                                             | 28. dubna 1995       | 1F02          |                           |
| 5×06       | Marge na útěku                                                                                                 | 5. května 1995       | 1F03          |                           |
| 5×07       | Bartovo vnitřní dítě                                                                                           | 12. května 1995      | 1F05          |                           |
| 5×08       | Bart táborníkem                                                                                                | 19. května 1995      | 1F06          |                           |
| 5×09       | Poslední pokušení Homera Simpsona                                                                              | 26. května 1995      | 1F07          |                           |
| 5×10       | Česká televize: Jak jsem se přestal bát aneb Legalizace hazardu ve Springfieldu Prima: Jak jsem se přestal bát | 2. června 1995       | 1F08          |                           |
| 5×11       | Homer strážcem zákona                                                                                          | 9. června 1995       | 1F09          |                           |
| 5×13       | Homer a Apu | 16. června 1995      | 1F10          |                           |
| 6×01       | Bart temnoty                                                                                                   | 23. června 1995      | 1F22          | patří do následující řady |
| 5×12       | Bart na vrcholu slávy                                                                                          | 30. června 1995      | 1F11          |                           |
| 5×15       | Hrdinný kosmonaut Homer                                                                                        | 5. listopadu 1995    | 1F13          |                           |
| 5×16       | Homer miluje Flanderse                                                                                         | 12. listopadu 1995   | 1F14          |                           |
| 5×14       | Líza proti mluvící panence                                                                                     | 19. listopadu 1995   | 1F12          |                           |
| 5×17       | Bart dostane slona                                                                                             | 26. listopadu 1995   | 1F15          |                           |
| 5×18       | Burnsův dědic                                                                                                  | 3. prosince 1995     | 1F16          |                           |
| 6×02       | Lízina rivalka                                                                                                 | 10. prosince 1995    | 1F17          | patří do následující řady |
| 5×20       | Chlapec, který věděl příliš mnoho                                                                              | 17. prosince 1995    | 1F19          |                           |
| 5×22       | Tajemství úspěšného manželství                                                                                 | 23. prosince 1995    | 1F20          |                           |
| 5×21       | Milenec Lady Bouvierové                                                                                        | 7. ledna 1996        | 1F21          |                           |
| 5×19       | Skinner – sladký nepřítel                                                                                      | 14. ledna 1996       | 1F18          |                           |
| 5×05       | Speciální čarodějnický díl IV – Dům plný hrůzy                                                                 | 21. ledna 1996       | 1F04          |                           |

## VI. řada (1996–1997)
- dílů: 23 (2 chybí)
- obsahuje 19 dílů 6. řady (6 chybí) a 4 díly 7. řady
- řazení: náhodné
- premiéra: 15. prosince 1996 – 20. května 1997

| Původní č. | Český název                                                           | Datum české premiéry | Produkční kód | Chybné řazení             |
| ---------- | --------------------------------------------------------------------- | -------------------- | ------------- | ------------------------- |
| 6×04       | Návštěva Drsnolandu                                                   | 15. prosince 1996    | 2F01          |                           |
| 6×08       | Líza – posila mužstva                                                 | 22. prosince 1996    | 2F05          |                           |
| 6×07       | Bartovo děvče                                                         | 29. prosince 1996    | 2F04          |                           |
| 6×12       | Homer Veliký                                                          | 7. ledna 1997        | 2F09          |                           |
| 6×09       | Zvrhlík Homer                                                         | 14. ledna 1997       | 2F06          |                           |
| 6×10       | Dědeček versus sexuální ochablost                                     | 21. ledna 1997       | 2F07          |                           |
| 6×05       | Návrat Leváka Boba                                                    | 28. ledna 1997       | 2F02          |                           |
| 6×11       | Strach z létání                                                       | 4. února 1997        | 2F08          |                           |
| 6×03       | Tentokrát o lásce                                                     | 11. února 1997       | 2F33          |                           |
| 6×13       | A s Maggie jsou tři                                                   | 18. února 1997       | 2F10          |                           |
| 6×14       | Bartova kometa                                                        | 25. února 1997       | 2F11          |                           |
| 6×15       | Homer klaunem                                                         | 4. března 1997       | 2F12          |                           |
| 6×19       | Lízina svatba                                                         | 11. března 1997      | 2F15          |                           |
| 6×17       | Homer versus Patty a Selma                                            | 18. března 1997      | 2F14          |                           |
| 7×05       | Líza vegetariánkou                                                    | 25. března 1997      | 3F03          | patří do následující řady |
| 6×23       | Springfieldská spojka                                                 | 1. dubna 1997        | 2F21          |                           |
| 6×20       | Dva tucty a jeden chrt                                                | 8. dubna 1997        | 2F18          |                           |
| 6×25       | Kdo postřelil pana Burnse? 1/2                                        | 15. dubna 1997       | 2F16          |                           |
| 7×01       | Kdo postřelil pana Burnse? 2/2                                        | 22. dubna 1997       | 2F20          | patří do následující řady |
| 7×02       | Radioaktivní muž                                                      | 29. dubna 1997       | 2F17          | patří do následující řady |
| 7×18       | Den, kdy zemřelo násilí                                               | 6. května 1997       | 3F16          | patří do následující řady |
| 6×24       | Trojský citron                                                        | 20. května 1997      | 2F22          |                           |
| 6×06       | Česká televize: Dům plný hrůzy Prima: Pátý speciální čarodějnický díl | 27. května 1997      | 2F03          |                           |

## VII. řada (1997–1998)
- dílů: 26 (1 přebývá)
- obsahuje 21 dílů 7. řady (4 chybí), 4 díly 6. řady a 1 díl 8. řady
- řazení: náhodné
- premiéra: 2. září 1997 – 3. března 1998

| Původní č. | Český název                              | Datum české premiéry | Produkční kód | Chybné řazení             |
| ---------- | ---------------------------------------- | -------------------- | ------------- | ------------------------- |
| 6×18       | Zrodila se hvězda                        | 2. září 1997         | 2F31          | patří do předchozí řady   |
| 7×07       | Tlouštík Homer                           | 9. září 1997         | 3F05          |                           |
| 7×04       | Bart prodává duši                        | 16. září 1997        | 3F02          |                           |
| 6×16       | Bart versus Austrálie                    | 23. září 1997        | 2F13          | patří do předchozí řady   |
| 6×21       | Konec SRPŠ                               | 30. září 1997        | 2F19          | patří do předchozí řady   |
| 7×25       | Simpsonovi na prázdninách                | 7. října 1997        | 3F22          |                           |
| 7×16       | Líza bortí mýty                          | 14. října 1997       | 3F13          |                           |
| 7×08       | Babička                                  | 27. října 1997       | 3F06          |                           |
| 7×09       | Poslední šance Leváka Boba               | 4. listopadu 1997    | 3F08          |                           |
| 7×13       | Dva zlí sousedé                          | 11. listopadu 1997   | 3F09          |                           |
| 7×12       | Homerův tým                              | 18. listopadu 1997   | 3F10          |                           |
| 7×14       | Výjevy z třídního boje ve Springfieldu   | 25. listopadu 1997   | 3F11          |                           |
| 7×15       | Udavač Bart                              | 2. prosince 1997     | 3F12          |                           |
| 7×03       | Domove, sladký domove                    | 9. prosince 1997     | 3F01          |                           |
| 7×20       | Bart na cestě                            | 16. prosince 1997    | 3F17          |                           |
| 7×11       | Nemáš se čím chlubit, Marge              | 23. prosince 1997    | 3F07          |                           |
| 7×10       | Slavnostní epizoda                       | 30. prosince 1997    | 3F31          |                           |
| 7×17       | Homer ve službě                          | 6. ledna 1998        | 3F14          |                           |
| 7×19       | Ryba jménem Selma                        | 13. ledna 1998       | 3F15          |                           |
| 6×22       | Kolem Springfieldu                       | 20. ledna 1998       | 2F32          | patří do předchozí řady   |
| 7×21       | Dvaadvacet krátkých filmů o Springfieldu | 27. ledna 1998       | 3F18          |                           |
| 7×22       | Zuřící dědeček a jeho reptající vnuk     | 3. února 1998        | 3F19          |                           |
| 7×23       | Mnoho Apua pro nic                       | 10. února 1998       | 3F20          |                           |
| 7×24       | Homerpalooza                             | 17. února 1998       | 3F21          |                           |
| 7×06       | Speciální čarodějnický díl               | 24. února 1998       | 3F04          |                           |
| 8×02       | Dvojí stěhování                          | 3. března 1998       | 3F23          | patří do následující řady |

## VIII. řada (1998–1999)
- dílů: 24 (1 chybí)
- obsahuje 24 dílů 8. řady (1 chybí)
- řazení: skoro jako původní americké
- premiéra: 24. listopadu 1998 – 4. května 1999

| Původní č. | Český název                              | Datum české premiéry | Produkční kód | Chybné řazení |
| ---------- | ---------------------------------------- | -------------------- | ------------- | ------------- |
| 8×09       | Homerova mystická cesta                  | 24. listopadu 1998   | 3F24          |               |
| 8×01       | Speciální čarodějnický díl               | 1. prosince 1998     | 4F02          |               |
| 8×03       | Zuřící býk Homer                         | 8. prosince 1998     | 4F03          |               |
| 8×04       | Burnsovy otcovské lapálie                | 15. prosince 1998    | 4F05          |               |
| 8×05       | Bart po setmění                          | 22. prosince 1998    | 4F06          |               |
| 8×06       | Rozdělený Milhouse                       | 29. prosince 1998    | 4F04          |               |
| 8×07       | Lízino rande s blbostí                   | 5. ledna 1999        | 4F01          |               |
| 8×08       | Hurikán Ned                              | 12. ledna 1999       | 4F07          |               |
| 8×25       | Tajná válka Lízy Simpsonové              | 19. ledna 1999       | 4F21          |               |
| 8×10       | Akta S                                   | 26. ledna 1999       | 3G01          |               |
| 8×11       | Pokřivený svět Marge Simpsonové          | 2. února 1999        | 4F08          |               |
| 8×12       | Hora šílenství                           | 9. února 1999        | 4F10          |               |
| 8×13       | Himlhergotdoneveterkrucajselement        | 16. února 1999       | 3G03          |               |
| 8×14       | Představují se Itchy, Scratchy a Poochie | 23. února 1999       | 4F12          |               |
| 8×15       | Homerova fobie                           | 2. března 1999       | 4F11          |               |
| 8×16       | Bratr z jiného seriálu                   | 9. března 1999       | 4F14          |               |
| 8×17       | Má sestra, má chůva                      | 16. března 1999      | 4F13          |               |
| 8×18       | Homer versus 18. dodatek Ústavy          | 23. března 1999      | 4F15          |               |
| 8×19       | Důvěrnosti v základní škole              | 30. března 1999      | 4F09          |               |
| 8×20       | Psí pozdvižení                           | 6. dubna 1999        | 4F16          |               |
| 8×21       | Stařec a Líza                            | 13. dubna 1999       | 4F17          |               |
| 8×22       | V tebe věříme, ó Marge                   | 20. dubna 1999       | 4F18          |               |
| 8×23       | Homerův nepřítel                         | 27. dubna 1999       | 4F19          |               |
| 8×24       | Simpsonovi                               | 4. května 1999       | 4F20          |               |

## IX. řada (1999–2000)
- dílů: 25 (správný počet)
- obsahuje 24 dílů 9. řady (1 chybí) a 1 díl 10. řady
- řazení: skoro jako původní americké
- premiéra: 26. října 1999 – 18. dubna 2000

| Původní č. | Český název                         | Datum české premiéry | Produkční kód | Chybné řazení             |
| ---------- | ----------------------------------- | -------------------- | ------------- | ------------------------- |
| 9×01       | Město New York versus Homer Simpson | 26. října 1999       | 4F22          |                           |
| 9×02       | Ředitel Skinner a seržant Skinner   | 2. listopadu 1999    | 4F23          |                           |
| 9×03       | Lízin saxofon                       | 9. listopadu 1999    | 3G02          |                           |
| 9×04       | Speciální čarodějnický díl          | 16. listopadu 1999   | 5F02          |                           |
| 9×25       | Rození líbači                       | 23. listopadu 1999   | 5F18          |                           |
| 9×06       | Bart hvězdou                        | 30. listopadu 1999   | 5F03          |                           |
| 9×07       | Dvě paní Nahasapímapetilonové       | 7. prosince 1999     | 5F04          |                           |
| 9×08       | Líza skeptik                        | 14. prosince 1999    | 5F05          |                           |
| 9×10       | Zázrak na Evergreen Terrace         | 21. prosince 1999    | 5F07          |                           |
| 9×20       | Trable s triliony                   | 28. prosince 1999    | 5F14          |                           |
| 9×09       | Marge prodává nemovitosti           | 4. ledna 2000        | 5F06          |                           |
| 9×11       | Všichni zpívají a tančí             | 11. ledna 2000       | 5F24          |                           |
| 9×12       | Bart Světský                        | 18. ledna 2000       | 5F08          |                           |
| 9×13       | Radost ze sekty                     | 25. ledna 2000       | 5F23          |                           |
| 9×14       | Ponorkobus                          | 1. února 2000        | 5F11          |                           |
| 9×15       | Poslední pokušení Krustyho          | 8. února 2000        | 5F10          |                           |
| 9×17       | Líza z rodu Simpsonů                | 15. února 2000       | 4F24          |                           |
| 9×18       | Hrátky s Ralphem                    | 22. února 2000       | 5F13          |                           |
| 9×19       | Homer slouží vlasti                 | 29. února 2000       | 3G04          |                           |
| 9×16       | Jak napálit pojišťovnu              | 14. března 2000      | 5F12          |                           |
| 9×21       | Bart – televizní šoumen             | 21. března 2000      | 5F15          |                           |
| 9×22       | Kam s odpadem?                      | 28. března 2000      | 5F09          |                           |
| 9×23       | Homer horolezcem                    | 4. dubna 2000        | 5F16          |                           |
| 9×24       | Ztracená Líza                       | 11. dubna 2000       | 5F17          |                           |
| 10×04      | Speciální čarodějnický díl          | 18. dubna 2000       | AABF01        | patří do následující řady |

## X. řada (2000–2001)
- dílů: 23 (správný počet)
- obsahuje 22 dílů 10. řady (1 chybí) a 1 díl 9. řady
- řazení: skoro jako původní americké
- premiéra: 17. října 2000 – 3. dubna 2001

| Původní č. | Český název                      | Datum české premiéry | Produkční kód | Chybné řazení           |
| ---------- | -------------------------------- | -------------------- | ------------- | ----------------------- |
| 10×01      | Školní večírek                   | 17. října 2000       | 5F20          |                         |
| 10×02      | Kouzelník z Evergreen Terrace    | 24. října 2000       | 5F21          |                         |
| 9×05       | Pistolníkova rodina              | 31. října 2000       | 5F01          | patří do předchozí řady |
| 10×05      | Dojezdy pro hvězdy               | 7. listopadu 2000    | 5F19          |                         |
| 10×03      | Bart v úloze matky               | 14. listopadu 2000   | 5F22          |                         |
| 10×06      | Šťastná doba hippies             | 21. listopadu 2000   | AABF02        |                         |
| 10×07      | Líza má jedničku                 | 28. listopadu 2000   | AABF03        |                         |
| 10×08      | Homer Simpson a ledvina          | 5. prosince 2000     | AABF04        |                         |
| 10×09      | Střet s mafií                    | 12. prosince 2000    | AABF05        |                         |
| 10×10      | Ať žije Flanders                 | 19. prosince 2000    | AABF06        |                         |
| 10×11      | Bart se nevzdává                 | 9. ledna 2001        | AABF07        |                         |
| 10×12      | Sportovní neděle                 | 16. ledna 2001       | AABF08        |                         |
| 10×13      | Homer – Maxi Obr                 | 23. ledna 2001       | AABF09        |                         |
| 10×15      | Marge – královna silnic          | 30. ledna 2001       | AABF10        |                         |
| 10×14      | Mor na Amora                     | 6. února 2001        | AABF11        |                         |
| 10×16      | Dejte Líze pokoj                 | 13. února 2001       | AABF12        |                         |
| 10×17      | Na plnej plyn                    | 20. února 2001       | AABF13        |                         |
| 10×18      | Simpsonovské biblické příběhy    | 27. února 2001       | AABF14        |                         |
| 10×19      | Outsider-art                     | 6. března 2001       | AABF15        |                         |
| 10×20      | Stařec a moře průšvihů           | 13. března 2001      | AABF16        |                         |
| 10×21      | Za peníze si Monty lásku nekoupí | 20. března 2001      | AABF17        |                         |
| 10×22      | Asociace Mensy zachraňuje Lízu   | 27. března 2001      | AABF18        |                         |
| 10×23      | Třicet minut v Tokiu             | 3. dubna 2001        | AABF20        |                         |

## XI. řada (2001–2002)
- dílů: 22 (správný počet)
- obsahuje všech 22 dílů 11. řady
- řazení: původní americké
- premiéra: 9. října 2001 – 19. března 2002

| Původní č. | Český název                    | Datum české premiéry | Produkční kód | Chybné řazení |
| ---------- | ------------------------------ | -------------------- | ------------- | ------------- |
| 11×01      | Cáklý Max jedna                | 9. října 2001        | AABF23        |               |
| 11×02      | Bartovo napravení              | 16. října 2001       | AABF22        |               |
| 11×03      | Hádejte, kdo kritizuje         | 23. října 2001       | AABF21        |               |
| 11×04      | Speciální čarodějnický díl     | 30. října 2001       | BABF01        |               |
| 11×05      | Fujtajbl                       | 6. listopadu 2001    | AABF19        |               |
| 11×06      | Všechna sláva polní tráva      | 13. listopadu 2001   | BABF02        |               |
| 11×07      | Osm raubířů                    | 20. listopadu 2001   | BABF03        |               |
| 11×08      | Marge jako rukojmí             | 27. listopadu 2001   | BABF05        |               |
| 11×09      | Hračka snů                     | 4. prosince 2001     | BABF07        |               |
| 11×10      | Malá velká máma                | 11. prosince 2001    | BABF04        |               |
| 11×11      | Jak Barta osvítil Bůh          | 18. prosince 2001    | BABF06        |               |
| 11×12      | Panská rodina                  | 8. ledna 2002        | BABF08        |               |
| 11×13      | Bart v sedle                   | 15. ledna 2002       | BABF09        |               |
| 11×14      | Kdo ví, kdo ovdoví?            | 22. ledna 2002       | BABF10        |               |
| 11×15      | Nemožný misionář               | 29. ledna 2002       | BABF11        |               |
| 11×16      | Plastický Vočko                | 5. února 2002        | BABF12        |               |
| 11×17      | Nebárt se budoucnosti          | 12. února 2002       | BABF13        |               |
| 11×18      | Čas vína a bědování            | 19. února 2002       | BABF14        |               |
| 11×19      | Zabij krokodýla a uteč         | 26. února 2002       | BABF16        |               |
| 11×20      | Poslední step ve Springfieldu  | 5. března 2002       | BABF15        |               |
| 11×21      | Šílená a ještě šílenější Marge | 12. března 2002      | BABF18        |               |
| 11×22      | Cena smíchu                    | 19. března 2002      | BABF19        |               |

## XII. řada (2002–2003)
- dílů: 21 (správný počet)
- obsahuje všech 21 dílů 12. řady
- řazení: skoro jako původní americké
- premiéra: 3. září 2002 – 11. února 2003

| Původní č. | Český název                   | Datum české premiéry | Produkční kód | Chybné řazení |
| ---------- | ----------------------------- | -------------------- | ------------- | ------------- |
| 12×04      | Líza na větvi                 | 3. září 2002         | CABF01        |               |
| 12×05      | Homer versus důstojnost       | 10. září 2002        | CABF04        |               |
| 12×06      | Muž, který věděl příliš mnoho | 17. září 2002        | CABF02        |               |
| 12×07      | Podfuk za všechny prachy      | 24. září 2002        | CABF03        |               |
| 12×08      | Skinnerova zkouška sněhem     | 1. října 2002        | CABF06        |               |
| 12×10      | Marge a mukl                  | 8. října 2002        | CABF05        |               |
| 12×11      | Náhlá srdeční příhoda         | 15. října 2002       | CABF08        |               |
| 12×12      | Bratrovražedný tenis          | 22. října 2002       | CABF07        |               |
| 12×13      | Den spratka                   | 29. října 2002       | CABF10        |               |
| 12×14      | Nová chlapecká kapela         | 5. listopadu 2002    | CABF12        |               |
| 12×15      | Homer drží hladovku           | 12. listopadu 2002   | CABF09        |               |
| 12×16      | Konec šikany ve Springfieldu  | 19. listopadu 2002   | CABF11        |               |
| 12×17      | Simpsonovi v Africe           | 26. listopadu 2002   | CABF13        |               |
| 12×18      | Trilogie omylů                | 10. prosince 2002    | CABF14        |               |
| 12×19      | Vzhůru do Svatoparku!         | 17. prosince 2002    | CABF15        |               |
| 12×20      | Homerem zapomenuté děti       | 7. ledna 2003        | CABF16        |               |
| 12×21      | Tulácké báchorky              | 14. ledna 2003       | CABF17        |               |
| 12×01      | Speciální čarodějnický díl    | 21. ledna 2003       | BABF21        |               |
| 12×02      | Příběh dvou Springfieldů      | 28. ledna 2003       | BABF20        |               |
| 12×03      | Napravení šíleného klauna     | 4. února 2003        | BABF17        |               |
| 12×09      | Homr                          | 11. února 2003       | BABF22        |               |

## XXVII. řada (2015–2016)
- dílů: 22 (správný počet)
- obsahuje všech 22 dílů 27. řady
- řazení: skoro jako původní americké
- premiéra: 1. dubna 2017 – 29. září 2017
- V původní verzi jsou díly řazeny takto: Dovolená s Flandersem (19. díl řady), Nebezpečná zásilka (20. díl řady), Homer improvizuje (21. díl řady). V české verzi je pořadí následující: Dovolená s Flandersem (19. díl řady), Homer improvizuje (20. díl řady), Nebezpečná zásilka (21. díl řady). Jsou tedy prohozeny díly Nebezpečná zásilka a Homer improvizuje.

## XXVIII. řada (2017)
- dílů: 22 (správný počet)
- obsahuje všech 22 dílů 28. řady
- řazení: skoro jako původní americké
- premiéra: 1. dubna 2017 – 29. září 2017

| Původní č. | Český název                      | Datum české premiéry | Produkční kód | Chybné řazení |
| ---------- | -------------------------------- | -------------------- | ------------- | ------------- |
| 28×01      | Monty Burnsův létající cirkus    | 1. dubna 2017        | VABF20        |               |
| 28×02      | Virtuální rodina                 | 1. dubna 2017        | VABF18        |               |
| 28×03      | Nesnášíme Boston                 | 1. dubna 2017        | VABF17        |               |
| 28×04      | Speciální čarodějnický díl XXVII | 1. dubna 2017        | VABF16        |               |
| 28×05      | Důvěřuj, ale prověřuj            | 1. dubna 2017        | VABF21        |               |
| 28×06      | Kouč „K“                         | 1. dubna 2017        | VABF22        |               |
| 28×07      | Divoký víkend v Havaně           | 1. července 2017     | VABF19        |               |
| 28×08      | Hříchy našich otců               | 1. července 2017     | WABF01        |               |
| 28×09      | Poslední trakční hrdina          | 1. července 2017     | WABF03        |               |
| 28×10      | Ukradené Vánoce šáši Krustyho    | 1. července 2017     | WABF02        |               |
| 28×12      | Velký Phatsby 1/2: Zrada         | 1. července 2017     | WABF04        |               |
| 28×13      | Velký Phatsby 2/2: Pomsta        | 1. července 2017     | WABF05        |               |
| 28×11      | Vepř a Burns                     | 2. září 2017         | WABF06        |               |
| 28×14      | Hotdogy mého mládí               | 2. září 2017         | WABF07        |               |
| 28×15      | Klobouk plný viny                | 2. září 2017         | WABF08        |               |
| 28×16      | Vzhůru z prázdnin                | 2. září 2017         | WABF09        |               |
| 28×17      | Baskeťák Bart                    | 2. září 2017         | WABF10        |               |
| 28×18      | Hodinky po tátovi                | 29. září 2017        | WABF11        |               |
| 28×19      | Burnsova univerzita              | 29. září 2017        | WABF12        |               |
| 28×20      | Dokonalý vnuk                    | 29. září 2017        | WABF13        |               |
| 28×21      | Noční klub u Vočka               | 29. září 2017        | WABF14        |               |
| 28×22      | Město psů                        | 29. září 2017        | WABF15        |               |